# Українська школа в австрійській літературі
Українська школа в австрійській літературі — термін на означення групи австрійських письменників, що переважно були вихідцями з колишніх східних провінцій Австро-Угорської імперії (Буковини й Галичини) або деякий час проживали там і в своїх творах зображали українську тематику.

## Представники
- Ернст-Рудольф Нойбауер (1828—1890) — тривалий час працював у Чернівцях професором гімназії й редактором газети «Буковина».
- Людовик Адольф Сімігінович-Штауфе (1832—1897) — по батьківській лінії був українцем, вважається першим «автохтонним» німецькомовним поетом Буковини.
- Карл-Еміль  Францоз (1848—1904) — автор численних репортажів, оповідань і романів зі східно-європейського життя.
- Леопольд фон Захер-Мазох (1836—1895)
- Йозеф Рот (1894—1939)